# Li Wenwen
Li Wenwen (李雯雯S, Lǐ Wén-WénP; 5 marzo 2000) è una sollevatrice cinese.
In carriera, Li ha vinto due ori olimpici (nei +87 kg a Tokyo 2020 e nei +81 kg a Parigi 2024), due ori ai campionati mondiali e tre ori ai campionati asiatici.

## Palmarès
- Giochi olimpici

Tokyo 2020: oro nei +87 kg.
Parigi 2024: oro nei +81 kg.
- Mondiali

Pattaya 2019: oro nei +87 kg.
Bogotà 2022: oro nei +87 kg.
- Campionati asiatici

Ningbo 2019: oro nei +87 kg.
Tashkent 2020: oro nei +87 kg.
Jinju 2023: oro nei +87 kg.